# Ермаков, Владимир Николаевич
Владимир Николаевич Ермаков (31 июля 1946 — 26 февраля 2007) — советский и российский оперный певец, Народный артист Российской Федерации (1999), его творчество вошло в историю российского и мирового оперного театра.
В его репертуаре были такие роли как: Курлятев («Чародейка»), Амонасро («Аида»), Ренато («Бал-маскарад»), Яго («Отелло»), Тонио («Паяцы»), Тельрамунд («Лоэнгрин»), заглавные партии в операх «Риголетто», «Князь Игорь», «Борис Годунов», «Мазепа», «Демон», «Алеко» и другие.

## Биография
Детство артиста прошло в городе Александрии Кировоградской области. Владимир рано остался без отца, героя войны. С малых лет Володя был очень целеустремлённой личностью, стремящейся к прекрасному во всём. Первым учителем его был сосед — краснодеревщик, возле которого он проводил свободное время и перенимал у него секреты мастерства. А как у талантливого человека, у него получалось всё хорошо. Всю жизнь Владимир занимался любительским спортом. Это и бокс и атлетизм и велосипед и бадминтон. Если не было условий для занятий спортом, то мог качаться, взяв любой гранитный валун. Всегда был в прекрасной спортивной форме. Занимался авиамодельным спортом, хорошо рисовал. И никогда не видели его скучающим или ноющим. После школы пошёл учиться на машиниста тепловоза в Днепропетровский техникум, где встретил на своём пути личность — Василия Сидоровича Товкеса, начальника транспортного отдела и руководителя хора, который стал для него главным учителем на всю жизнь.
В 1972 году, окочив вокальный факультет Московского государственного музыкально-педагогического института им. Гнесиных, Ермаков работал в Санкт-Петербургском Мариинском театре, Московском Музыкальном театре имени К. С. Станиславского и В. И. Немировича-Данченко, Большом театре, Одесском, Белорусском, Чебоксарском оперных театрах.
В 1991 году на Российском телевидении прошла премьера фильма-оперы «Тоска», партию Скарпиа в котором исполнил нижегородский артист В. Н. Ермаков.
В 1991 году Центральным телевидением Украины сделаны фондовые записи спектаклей «Демон» (Ермаков — Демон) и «Травиата» (Ермаков — Жермон), Грязной, Демон, Скарпиа, Мазепа, Князь Игорь, Борис Годунов.
Он был участником престижных международных фестивалей в Македонии «Майские оперные вчера» (Скопье, 1995, 2003, 2006) и «Охридское лето» (Охрид 2003); фестивалей им. Шаляпина в Казани; им. Л. В. Собинова в Саратове; «Сыктывкарская весна».
В 1999 году ему было присвоено звание: «Народный артист России». Похоронен певец на Бугровском кладбище Нижнего Новгорода.
Постановка оперы «Жизнь за царя» М. И. Глинки (2003) стала событием международного значения, состоявшаяся в столице Македонии Скопье.